# Olleros (distrito)
Olleros é um distrito peruano localizado na Província de Chachapoyas, departamento Amazonas. Sua capital é a cidade de Olleros.

## Transporte
O distrito de Olleros não é servido pelo sistema de estradas terrestres do Peru.